# A gályarab
A gályarab (eredeti cím: Les Misérables) Victor Hugo A nyomorultak című regénye alapján készített, 1935-ben bemutatott fekete–fehér amerikai játékfilm, amelyet Richard Boleslawski rendezett. Magyarországon 1939. augusztus 2-án mutatták be ezen a címen.

## Cselekmény
Jean Valjeant kenyérlopásért tíz évi gályarabságra ítélték. Felügyelője Javert, a kötelességtudó rendőrfelügyelő. Valjeannak szabadulása után rendszeresen jelentkeznie kell a rendőrségen. Az éhező embert a könyörületes Bienvenu püspök befogadja házába. Valjeant a püspök nagylelkűsége teljesen átalakítja. Öt év alatt gyártulajdonos lesz, közben soha nem jelentkezett a rendőrségen. Javert felügyelőt ugyanabba a városba osztják be. Vége a nyugodt életnek. Valjean még gondoskodni akar a szegény sorsú kis Cosette-ről, akit pártfogásába vett. Pénzt akar átadni a kislány beteg édesanyjának, amikor Javert betoppan a kórházba. Az izgalom megöli a beteg asszonyt, Valjean felindulásában leüti Javert-t. Cosette-tel együtt egy kolostorban találnak menedéket.
Öt év után elhagyják a kolostort, hogy Valjean vagyonából csendesen éljenek. Megismerkednek Mariusszal, egy fiatal diákkal. Marius és Cosette között szerelem ébred. Marius a vezére annak a mozgalomnak, amely többek között a gályarabság eltörléséért harcol. A mozgalmat és vezérét ártalmatlanná akarják tenni, és a nyomozással Javert-t bízzák meg. A felügyelő ráakad Valjean nyomára, aki Cosette-tel az utolsó percben menekül el. A lány bevallja Marius iránti szerelmét és maradni akar. Valjeant váratlanul éri a vallomás, rájön, hogy ő is szerelmes fogadott lányába. Indulás előtt megtudják, hogy Marius a barikádokon a halált keresi, mert azt hiszi, hogy Cosette elhagyta őt. Valjean elhatározza, hogy lemond szerelméről és megmenti Mariust. A barikádon szembetalálja magát Javert-rel. Az utolsó pillanatban sikerül az ájult Mariust megszöktetnie, de Javert a nyomában van, és arra kéri Valjeant, lássa be: nem ő üldözi őt, hanem a törvény. Megengedi Valjeannak, hogy elbúcsúzzon Cosette-től, de a búcsút nem várja be, hanem futni engedi őket. Javert életében először megszegte a törvényt, és az öngyilkosságba menekül.

## Szereplők
- Fredric March – Jean Valjean
- Charles Laughton – Javert felügyelő
- Cedric Hardwicke – Monseigneur Bienvenu
- Rochelle Hudson – Cosette
- Florence Eldridge – Fantine
- John Beal – Marius
- Frances Drake – Éponine
- Ferdinand Gottschalk – Thénardier
- Jane Kerr – Mme Thénardier
- Marilyn Knowlden – a kis Cosette
- Jessie Ralph – Mme Magloire
- Mary Forbes – Mlle Baptiseme
- Florence Roberts – Toussaint
- Charles Haefeli – Brevet
- John Bleifer – Chenildieu
- Leonid Kinskey – Genflou
- Harry Semels – Cochepaille
- Eily Malyon
- John Carradine – Enjolras